# Rafael Grossi
Rafael Mariano Grossi (Buenos Aires, 29 gennaio 1961) è un funzionario e diplomatico argentino, direttore generale della Agenzia internazionale per l'energia atomica (AIEA) dal 3 dicembre 2019.
In precedenza è stato vicedirettore generale dell'AIEA dal gennaio 2010 al giugno 2013, nonché anche ambasciatore argentino in Austria dal giugno 2013 al 2019. Sempre in riferimento alla sfera dell'energia atomica, nel 2016 è stato presidente del Gruppo dei fornitori nucleari..

## Biografia
Cresciuto nel quartiere di Almagro, nel 1983 si è laureato in scienze politiche presso la Pontificia università cattolica argentina, entrando nel Servizio esteri nel 1985 dopo essersi diplomato con medaglia d'argento presso l'Istituto del servizio estero della nazione (ISEN). Nel 1991 ha conseguito un master in relazioni internazionali presso il Graduate Institute of International and Development Studies di Ginevra e successivamente un dottorato in storia e politica internazionale presso la stessa.
Il suo esordio in campo nucleare è avvenuto durante un corso di formazione svolto dall'ISEN presso l'INVAP, azienda argentina di alta tecnologia specializzata nel settore nucleare.

### Carriera diplomatica
In qualità di esperto in questioni di sicurezza, disarmo e non proliferazione nucleare, ha rappresentato l'Argentina in tutte le sedi relative a tali questioni. Tra il 1997 e il 2000 è stato presidente del gruppo di esperti governativi delle Nazioni Unite sul registro delle armi convenzionali e assistente del vicesegretario generale delle Nazioni Unite per il disarmo.
Dal 2002 al 2007 è stato capo di gabinetto dell'Agenzia Internazionale per l'Energia Atomica (AIEA) e dell'Organizzazione per la proibizione delle armi chimiche. Durante i suoi incarichi per le Nazioni Unite, ha visitato gli impianti nucleari della Corea del Nord e ha partecipato a diversi incontri con i rappresentanti dell'Iran per raggiungere un accordo che congelasse il suo programma nucleare.
Dal 2007 al 2010 è stato direttore generale del coordinamento politico per il Ministero degli affari esteri dell'Argentina, funzionario dell'Ambasciata argentina in Belgio e funzionario della rappresentanza permanente dell'Argentina presso l'Ufficio delle Nazioni Unite a Ginevra.
Dal 2010 al 2013 è stato capo di gabinetto e vicedirettore generale dell'Agenzia Internazionale per l'Energia Atomica.
Il 10 giugno 2013 è stato nominato ambasciatore dell'Argentina in Austria e contemporaneamente anche ambasciatore in Slovacchia e Slovenia, nonché rappresentante permanente dell'Argentina presso l'Ufficio delle Nazioni Unite a Vienna. Nel 2016 è stato nominato presidente del Gruppo dei fornitori nucleari.

### Ricerca dell'ARASan Juan
Nel novembre 2017, a seguito della scomparsa dell'ARA San Juan (S-42), Rafael Grossi ha avuto l'idea di esaminare le registrazioni della rete di idrofoni dell'Organizzazione del Trattato sulla messa al bando totale degli esperimenti nucleari (CTBTO), come ricerca alternativa per comprendere cosa fosse successo al sottomarino. Ha così contattato Lassina Zerbo, direttore esecutivo della CTBTO, riuscendo a convincerlo a svolgere detta ricerca. I loro sforzi hanno avuto successo: l'agenzia ha successivamente riferito di «un evento subacqueo impulsivo» avvenuto vicino all'ultima posizione nota del sottomarino, catturato da due stazioni idroacustiche (Isola di Ascensione HA10 e Isole Crozet HA4) posizionate sul fondale marino.

### Direttore generale dell'AIEA

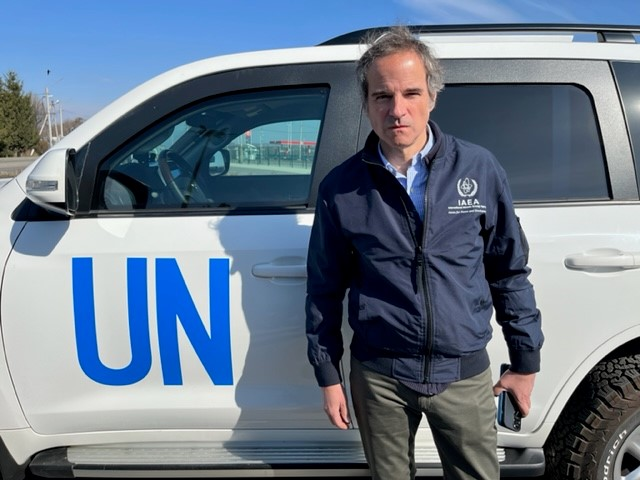
Rafael Grossi in Ucraina nel marzo 2022

Il 2 agosto 2019 il Ministero degli affari esteri argentino ha candidato Rafael Grossi alla carica di direttore generale dell'Agenzia internazionale per l'energia atomica.
Il 29 ottobre 2019 il Consiglio dei governatori, in seconda votazione, ha eletto Rafael Grossi direttore generale dell'Agenzia, divenendo il primo latino-americano a dirigerla. Grossi resterà in carica per quattro anni a partire dal 3 dicembre 2019.
Il 5 marzo 2022 il direttore Grossi ha incontrato Mohammad Eslami, vicepresidente iraniano e direttore dell'Organizzazione dell'Energia Atomica dell'Iran, nel quadro della rinegoziazione dell'Accordo sul nucleare iraniano.

Nella conferenza stampa tenuta nella sede AIEA di Vienna il 12 settembre 2022, Grossi ha espresso preoccupazione per le tracce di uranio trovate in tre siti iraniani. All'accusa da parte iraniana che «l'AIEA ha oltrepassato il proprio ruolo», Grossi ha dichiarato di vivere «sotto pressione politica [...] non sono qui a fare quello che voglio ma quello che devo».
Nel marzo 2022 Grossi ha avviato i negoziati sulla sicurezza delle centrali nucleari ucraine di Černobyl' e di Zaporižžja, incontrando separatamente, ad Adalia, in Turchia, i ministri degli affari esteri di Ucraina e Russia, rispettivamente Dmytro Kuleba e Sergej Lavrov.

A fine agosto 2022, con un team di 14 esperti dell'AIEA, ha preso parte a una missione di verifica della centrale di Zaporižžja.
Le ispezioni sono proseguite nei mesi successivi con l'intento di trovare un accordo e proteggere l'impianto di Zaporižžja dai bombardamenti.

## Vita privata
Ha sei figli dal primo matrimonio e altri due dal secondo, con la diplomatica argentina Cinthia Echavarría.
Rafael Grossi è un fervente tifoso della società polisportiva Club Estudiantes de La Plata.

## Opere
- (ES) Penúltima alianza: el proceso de expansión de la OTAN y el nuevo mapa de la seguridad internacional, Buenos Aires, Grupo Editor Latinoamericano, 1999, ISBN 978-9506945657.
- (ES) Kosovo, los límites dell'intervencionismo umanitario, Buenos Aires, Nuevo Hacer, 2000, ISBN 978-9506946326.